# Saltivska-lijn
De Saltivska-lijn (Oekraïens: Салтівська лінія; Russisch: Салтовская линия, Saltovskaja linieja) is een lijn van de metro van Charkov.

## Ligging
De lijn loopt van het stadscentrum naar het noordoosten van Charkov, telt 8 stations en heeft een lengte van 10,2 kilometer; de reistijd van eindpunt naar eindpunt bedraagt ongeveer 15 minuten. Zijn naam dankt de lijn aan de wijk Saltivka, die hij in het noordoosten doorkruist. Met uitzondering van een 988 meter lange overdekte brug over de rivier de Charkov (tussen Kyjivska en Akademika Barabasjova) ligt de lijn geheel ondergronds. Op kaarten wordt de Saltivska-lijn meestal aangeduid met de kleur blauw.

## Geschiedenis
Het eerste deel van de tweede metrolijn van de stad kwam na een bouwtijd van zeven jaar in gebruik in 1984.
In de tabel zijn de huidige namen van de stations gebruikt.
| Traject                                    | Openingsdatum    | Lengte | Stations |
| ------------------------------------------ | ---------------- | ------ | -------- |
| Istorytsjny Moezej - Akademika Barabasjova | 10 augustus 1984 | 6,7 km | 5        |
| Akademika Barabasjova - Herojiv Pratsi     | 24 oktober 1986  | 3,6 km | 3        |

De oorspronkelijk Russischtalige stationsnamen werden na de val van de Sovjet-Unie door Oekraïense equivalenten vervangen; daarnaast onderging een aantal stations in de jaren 1990 en 2000 om verschillende redenen een naamswijziging:
- Dzerzjynska → Oeniversytet (1993)
- Barabasjova → Akademika Barabasjova (2003)

## Stations
De stations van de Saltivska-lijn zijn overwegend ondiep gelegen, alleen de stations Istorytsjny Moezej en Poesjkinska bevinden zich op grote diepte. Van de acht stations hebben er vijf een perronhal met dragende zuilen en twee een gewelfd dak; station Poesjkinska bestaat uit drie ondergrondse hallen die door arcades met elkaar verbonden zijn. Op twee plaatsen bestaat een overstapmogelijkheid binnen het metronet.
| Station            | Verbonden met | Overstap op                  |
| ------------------ | ------------- | ---------------------------- |
| Istorytsjny Moezej | Radjanska     | Cholodnohirsko-Zavodska-lijn |
| Oeniversytet       | Derzjprom     | Oleksiejivska-lijn           |

Binnen een overstapcomplex hebben de stations per lijn een andere naam.

## Materieel
Voor de dienst op de Saltivska-lijn zijn er 20 vijfrijtuigtreinen beschikbaar. De lijn beschikt over één depot: Saltivske (№ 2), dat zich ten westen van station Akademika Barabasjova bevindt. De Saltivska-lijn was de eerste metrolijn in Charkov waar treinstellen van het type 81-714/717 werden ingezet. Dit standaardmodel is het meest gebruikte in de voormalige Sovjet-Unie en Centraal-Europa.

## Toekomst
Sinds 1986 is de lijn niet meer verlengd, maar er bestaat een aantal uitbreidingsplannen. In het zuidwesten moet de lijn met één station verlengd worden tot Plosjtsja Oerytskoho, in het noordoosten tot Droezjby Narodiv. Ook is een oostelijke aftakking met drie stations van Akademika Barabasjova naar Schidna Saltivka gedacht. De termijn waarbinnen de aanleg gestart kan worden is nog niet bekend.